# Tumbling
Il tumbling (o power tumbling) è uno sport ginnico che combina la ginnastica artistica a terra e le peculiarità del trampolino. È disciplina dei Giochi mondiali.

## Storia
Nel corso degli anni sono stati ideati metodi per consentire alle persone di eseguire esercizi in aria. Disegni e reperti archeologici risalenti alle antiche civiltà di Cina, Egitto e Persia ne mostrano alcuni che possono essere considerati precursori degli odierni trampolino e tumbling.  
Non è del tutto chiara la loro finalità, dato che non vi erano competizioni sportive del genere; alcuni storici suppongono l'impiego in attività belliche.
Nel 1886 nasce negli Stati Uniti il power tumbling e si svolge il primo campionato nazionale di questa disciplina. È uno sport che consiste nel presentare serie acrobatiche di elementi consecutivi, maggiore di quello richiesto nella ginnastica artistica tradizionale, in uno spazio lineare (e non quadrato) e più lungo.
Agli albori del power tumbling i ginnasti si cimentavano su sottili strisce di gomma. Con la rapida crescita del livello tecnico ci si rende conto che il limite delle evoluzioni è determinato dal tempo di volo; si inizia quindi a sperimentare una vasta gamma di superfici, tra cui tappeti, serie di sci legati insieme, legname con diverse proprietà meccaniche, fino ad arrivare alla versione ideata da Randy Mulkey, formata da una serie di barre in fibra di vetro o di carbonio. 
Trovato il materiale dalle migliori prestazioni, la struttura ha subito anche piccole ma significative variazioni in merito alla lunghezza, la zona di rincorsa e di arrivo.

## Caratteristiche
L'attrezzatura omologata per le competizioni internazionali di power tumbling misura complessivamente 56 metri di lunghezza (25 m di rincorsa, 25 m di tumbling e 6 m di tappetatura per l'arrivo), ha una larghezza da 1 a 3 metri (1 m rincorsa, 2 m tumbling e 3 m zona d'arrivo) e un'altezza di 30 cm dal suolo. 
Le competizioni sono varie e si differenziano per livelli, età e sesso. Nelle top series il programma prevede l'esecuzione di 2 diverse serie acrobatiche, ognuna costituita da 10 elementi acrobatici, di cui 3 salti. Il valore aumenta all'aumentare delle rotazioni sugli assi longitudinale e trasversale del corpo.
Nell'arco degli anni l'allenamento dell'atleta di power tumbling è cambiato radicalmente. Inizialmente era improntato all'artistica tradizionale; poi si sono aggiunte conoscenze del trampolino elastico e del double-tramp che hanno portato a tralasciare parti come la forza statica e la mobilità articolare a favore di esplosività e velocità. Oggi la preparazione fisica di un atleta di power tumbling è più simile a quella di un velocista che a quella di un ginnasta.